# Hugo Rijhiner
Hugo Desiré Rijhiner (Paramaribo, 8 maart 1905 – Utrecht, 6 januari 1991) was een Surinaamse militair in dienst van het Koninklijk Nederlands-Indisch Leger (KNIL), die na zijn militaire loopbaan in dienst trad bij de Surinaamse overheid. In die laatste hoedanigheid diende hij onder meer als waarnemend districtscommissaris van Marowijne.
Voor zijn rol bij de strijd om de Maasbruggen in Rotterdam is Rijhiner bij Koninklijk Besluit van 26 juni 1946 onderscheiden met de Militaire Willems-Orde. Deze onderscheiding, die verder in Suriname alleen ten deel viel aan Harry Voss, maakte Rijhiner een bekende persoonlijkheid in Suriname.

## Biografie
Rijhiner bezocht in Suriname de Selectaschool en meldde zich rond 1920 bij de Koloniale Reserve in Nijmegen om aldaar in dienst te treden bij het Koninklijk Nederlands-Indisch Leger. Begin 1924 deed Rijhiner examen als korporaal om enige tijd later uitgezonden te worden naar Nederlands-Indië. Na zijn bevordering tot onderluitenant op 24 juni 1939 vertrok hij in het kader van zijn verlof naar Nederland, met de bedoeling om vanuit Nederland verder door te reizen naar Suriname. Vanwege het uitbreken van de Tweede Wereldoorlog werd Rijhiner, samen met alle andere in Nederland verblijvende militairen in dienst van het KNIL, echter gemobiliseerd.
Tijdens de strijd om de Maasbruggen in Rotterdam was Rijhiner belast met de verdediging van een munitiedepot in Overschie. Op 12 mei 1940 raakte Rijhiner gewond op het Stationsplein van Rotterdam, toen hij tijdens een inspectie van zijn troepen in zijn linkerdijbeen werd geschoten door een Nederlandse marinier. Vermoed wordt dat zijn KNIL-uniform, gecombineerd met een Nederlandse legerjas en een Nederlandse helm, tot verwarring heeft geleid. Ondanks zijn verwondingen en tegen het advies in van zijn kapitein meldde Rijhiner zich de volgende dag aan het front, toen de Duitsers dreigden op te rukken naar Overschie. Voor zijn rol in die strijd is Rijhiner op 26 juni 1946 onderscheiden met de Militaire Willems-Orde.
Na de capitulatie sloot Rijhiner zich aan bij het verzet, waar hij de schuilnaam "Reinier" aannam. Later had hij een persoonsbewijs met de naam Victor George Rienjé. Eind april 1944 vond er een actie van de Haagse politie tegen een groep verspreiders en lezers van De Waarheid plaats. De leider van die groep was Theodorus van Gilst. Toen de politie Rijhiner wilde arresteren, probeerde hij te vluchten, maar omdat de politie op hem schoot gaf hij zich over. In totaal werden acht personen gearresteerd en drie maanden later nog eens tien. Het bleek om personen te gaan die voor de oorlog bij de Bellamy-beweging waren betrokken. Rijhiner wer vastgezet in de gevangenis van Scheveningen. Bij de verhoren bleek dat hij regelmatig 15 exemplaren van het blaadje verspreidde. Na een proces werd hij veroordeeld en transport gezet naar een kamp in de buurt van Darmstadt. Van de tweede groep gearresteerden zijn er drie in Neuengamme en twee in Bergen Belsen om het leven gekomen. Na de capitulatie van Duitsland keerde Rijhiner via Frankrijk en België terug naar zijn gezin in Rijswijk.

### Terug naar Indië
Begin 1946 kreeg Rijhiner het aanbod om met een compagnie van 100 man af te reizen naar Suriname. Omdat hij vernam dat die troepenmacht wellicht ingezet zou worden tegen Surinaamse demonstranten sloeg hij dit aanbod af. In plaats daarvan vertrok hij naar Nederlands-Indië, waar intussen de onafhankelijkheid van de Republiek Indonesië was uitgeroepen. Vanaf mei 1946 werkte Rijhiner als inlichtingenofficier bij het KNIL. Een rapport dat Rijhiner in die tijd schreef over de misdaden van ene adjudant Pietersen kwam in juni 1962 in het nieuws, toen het werd opgerakeld door Frans van der Putten, een oud-ambtenaar van het Ministerie van Defensie die al enkele jaren probeerde het ministerie in diskrediet te brengen.

### Vermeende betrokkenheid bij de APRA-coup van Raymond Westerling
Volgens kolonel Sjoerd Albert Lapré werd Rijhiner in 1949 toegevoegd aan de staf van de Angkatan Perang Ratu Adil (APRA), de pro-Nederlandse militie onder leiding van kapitein Raymond Westerling, en pleitte hij in die hoedanigheid voor de aansluiting van KNIL-onderdelen bij de APRA. Rijhiners betrokkenheid bij de activiteiten van de APRA kreeg grotere bekendheid toen Westerling op 5 januari 1950 een ultimatum liet bezorgen bij de Indonesische regering, waarin hij onder meer verlangde dat de regering de APRA zou erkennen als het leger van de deelstaat Pasoendan. Volgens Mohammed Hatta had Rijhiner dit ultimatum aan de regering overgebracht.
Op basis van deze beschuldiging werd Rijhiner op 7 januari 1950 gearresteerd en ondervraagd door generaal-majoor Eduard Engles, die echter aan legercommandant Buurman van Vreeden rapporteerde dat de betrokkenheid van Rijhiner bij de zaak niet bewezen kon worden. Rijhiner werd vrijgelaten, maar zijn opzending naar Nederland werd in stilte voorbereid.
Nadat Westerling op 23 januari 1950 een couppoging in Pasoendan had ondernomen werd Rijhiner op 10 februari 1950 opnieuw aangehouden op verdenking van betrokkenheid en ditmaal door kapitein F.H. Kriekhaus verhoord. Rijhiner was zeer verbolgen over dit tweede arrest en ging in hongerstaking. Uiteindelijk werd Rijhiner opnieuw vrijgelaten en spoedig naar Nederland teruggezonden.
Rijhiner was in Nederland toen het KNIL op 1 juli 1950 werd opgeheven. Hij vervolgde zijn militaire carrière als inlichtingenofficier bij de Koninklijke Luchtmacht. Op 1 januari 1954 werd aan Rijhiner eervol ontslag verleend.

### Naar Suriname

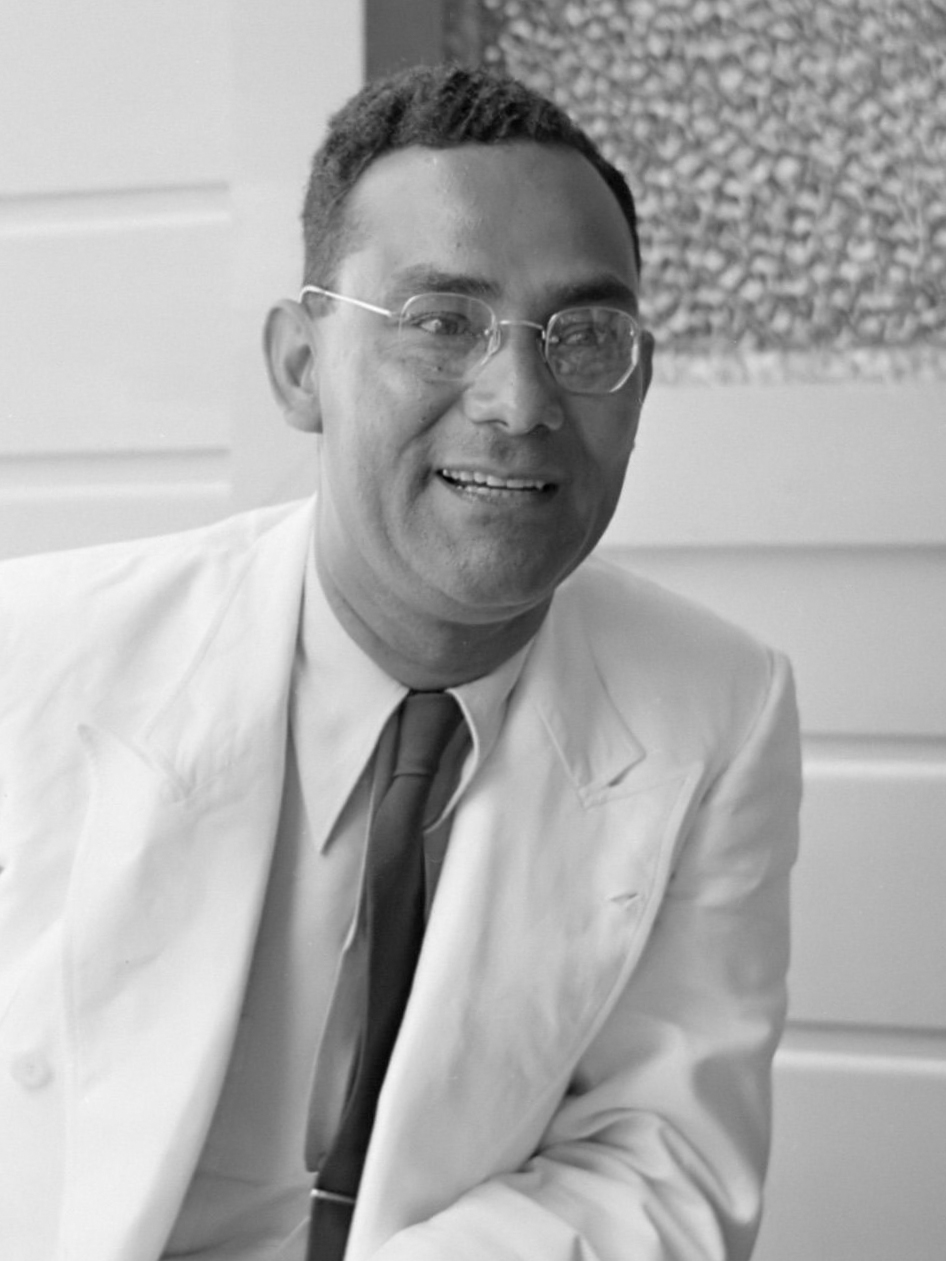
De in 1955 aangetreden minister-president van Suriname Johan Ferrier verzocht het ministerie van Oorlog en Marine om Rijhiner opnieuw in militaire dienst op te nemen.

Rijhiner had intussen van professor Rudie van Lier het aanbod gekregen in Suriname aan de slag te gaan als leider van de Pioniersdienst. Deze dienst had tot doel de Surinaamse jeugd te begeleiden bij een nuttige deelname aan de maatschappij. Vanwege een gebrek aan financiële middelen liet de daadwerkelijke oprichting van de Pioniersdienst lang op zich wachten, zodat de nieuwe Surinaamse regering die na de verkiezingen van 1955 aan de macht was gekomen gemakkelijk kon besluiten geheel af te zien van de oprichting van de Pioniersdienst.
Het probleem was echter dat Rijhiner, een militair met een uitstekende staat van dienst, ontslag uit militaire dienst had gevraagd en naar Suriname was afgereisd, juist met het doel de Pioniersdienst op te richten. Uiteindelijk besloot de nieuwe minister-president van Suriname Johan Ferrier in januari 1956 een verzoek in te dienen bij de minister van Oorlog en Marine om Rijhiner opnieuw in militaire dienst op te nemen. Rijhiner ging met dit verzoek van de regering akkoord, op voorwaarde dat hij geplaatst zou worden bij de Troepenmacht in Suriname, en niet terug hoefde te keren naar Nederland. Een reactie van het ministerie van Oorlog en Marine liet echter lang op zich wachten. Na herhaaldelijke verzoeken in maart en mei 1956 van zowel de minister-president als de gouverneur van Suriname antwoordde minister Kees Staf dat Rijhiner alleen in Nederland opnieuw een legerfunctie zou kunnen bekleden, mits hij daarvoor na een medische keuring geschikt toe zou worden bevonden, en dat Rijhiner bovendien zelf de kosten van de overtocht van hem en zijn gezin diende te dragen.
Rijhiner reageerde getergd op dit antwoord en stuurde in december 1956 een aan minister Kees Staf geadresseerde brief naar de gouverneur van Suriname, met het verzoek deze door te sturen naar het ministerie van Oorlog en Marine. Gouverneur Cornelis Nagtegaal weigerde dit verzoek, "in verband met de omstandigheid [...] dat bedoeld schrijven en met name de slotalinea daarvan gesteld is op een wijze welke zeer ongebruikelijk is in brieven aan een Minister van de Kroon." Intussen was Rijhiner benoemd tot waarnemend districtscommissaris van Marowijne. Zijn frustratie over de gang van zaken uitte zich verder toen hij in januari 1957 een bezwaarschrift richtte tot de president van het Hof van Justitie van Suriname, met het verzoek om de rechter voor wie hij terecht had gestaan in verband met een verkeersovertreding een reprimande te geven omdat die rechter hem "op een zeer stuitende, ongepaste wijze" zou hebben behandeld. Nadat de president van het Hof van Justitie het bezwaarschrift had afgewezen richtte Rijhiner zich in juli van hetzelfde jaar tot de gouverneur, die hem eveneens aanzegde geen reden te zien om de rechter te berispen. Wellicht vanwege deze akkefietjes werd Rijhiner teruggeroepen naar Paramaribo, waar hij een functie kreeg aangeboden op het departement Algemene Zaken.
Tot 1990 bleef Rijhiner woonachtig in Suriname. In dat jaar verhuisde Rijhiner naar Nederland om daar verpleegd te worden. Uiteindelijk zou Rijhiner op 6 januari 1991 overlijden in het Centraal Militair Hospitaal te Utrecht.

## Privé
Rijhiner trouwde op 15 december 1926 met de Indische Francine Josephine Rijhiner-Snijders (Batavia, 31 januari 1905 – Paramaribo, mei 1976).